# Kwidzyn
Kwidzyn (udtale: [ˈkfʲid͡zɨn]; tysk: Marienwerder; latin: Quedin; gammelpreussisk: Kwēdina)   er en by  i den  sydøstlige del af voivodskabet Pommern i det nordlige Polen tæt på Tucholaskoven. Den har   37.768(2021)  indbyggere og et areal på 	21,82  km², og   er administrationsby for powiatet (amt) Kwidzyn.

## Geografi
Kwidzyn ligger ved floden Liwa, ca. 5 km øst for floden Wisła, ca. 70 km syd for Gdańsk og 145 km sydvest for Kaliningrad. Det er en del af regionen Powiśle. 

## Historie
Den pomesaniske bosættelsen  Kwedis eksisterede i det 11. århundrede. I 1232 byggede riddere fra Den Tyske Orden Kwidzyn slot (en) og etablerede byen Marienwerder (nu Kwidzyn) året efter. I 1243 modtog Pomesaniens biskopper både byen og slottet fra den Den Tyske Orden som len, og bosættelsen blev sæde for biskopperne fra Pomesanien i Preussen. Byen var befolket af håndværkere og handlende, der stammede fra byer i de nordlige dele af Det Hellige Romerske Rige. En germansk ridder, Werner von Orseln, blev myrdet i Marienburg (Malbork) i 1330. Han var blandt de første, der blev begravet i byens nyopførte katedral.

## Gallery
- Kwidzyn katedral
- Distriktsretten
- Hovedpostkontor
- Powiślańska Szkoła Wyższa (Powiśle College)
- Nygotisk barrak-kompleks, 19. århundrede
- Sankt Padre Pio kapel
- Hellig treenigheds kirke
- Bibliotek og et monument for Józef Piłsudski
- Tidligere Sankt Georges hospital
- Erhvervsskole
- Tidligere casino og biografbygning
- Kommunal forskole Nr. 1